# Chansons pour les mois d'hiver
Chansons pour les mois d'hiver è il settimo album in studio della cantante canadese Isabelle Boulay, pubblicato nel 2009.

## Tracce
1. Feignez de dormir – 2:36
2. Chanson pour les mois d'hiver – 4:14
3. L'amitié – 2:37
4. Hors-saison – 3:56
5. Le patineur – 3:04
6. La ballade du chien-loup – 6:34
7. Je reviens chez vous – 3:37
8. Déranger les pierres – 3:16
9. Tennessee Waltz – 2:47
10. Shefferville, le dernier train – 5:41
11. Marie-Noël – 3:07

## Classifiche
| Classifica | Posizione massima |
| ---------- | ----------------- |
| Canada     | 6                 |
| Francia    | 173               |